# 八幡神社 (掛川市山崎)
八幡神社（はちまんじんじゃ、英語: Hachiman Jinja）は、静岡県掛川市の神社である。近代社格制度における社格は無格社。

## 概要
静岡県掛川市山崎に鎮座する神社である。誉田別命を祀っている。

## 祭神
- 誉田別命

## 歴史
当社は、鎌倉鶴岡八幡宮をして創建された。旧記（高天神記）によれば、「石津八幡山に当座の掻き上砦成伝々」とあることから、天正年間（1573年～1591年）には、この八幡神社があったと思われる。現在保存されている当社の棟札のうち、最も古いものは寛永21年（1643年）のものであるが、石津村が一村になったのは寛永年間で、郷里雑記に「寛永6年高き砂山を引平して町屋を立つ」とあるのでようやく村として落ち着き、石津村の氏神として社殿造営がなされた。
当社は歴代の横須賀藩主を初め藩士の崇敬も厚く、年々の祭事は勿論、社殿の再建葦替等には寺社奉行をして工事を監督させ、また金品の寄進もしばしば行われた。明治に入ると無格社とされた。

## 境内
稲荷神社・秋葉神社